# ДВРЗ
ДВРЗ (Мікрорайон Дарницького вагоноремонтного заводу) — місцевість у Дніпровському районі Києва. Назву дістала від Дарницького вагоноремонтного заводу. Розташована у східній частині Дарниці, переважно вздовж вулиць Алматинської (після залізничного шляхопроводу), Марганецької, Опришківської. Населення — близько 15 тис. осіб. Мікрорайон виник 1934 року як селище Дарницького депо (згодом — ДВРЗ). Сучасна забудова і планування — з 1930—1950-х рр.
У 2004—2010 рр. перетин Алматинської вулиці та Сеноманського провулку забудовано житловими будинками за сучасними проєктами. Неофіційна назва новобудов — мікрорайон «Ліски».

## Історія

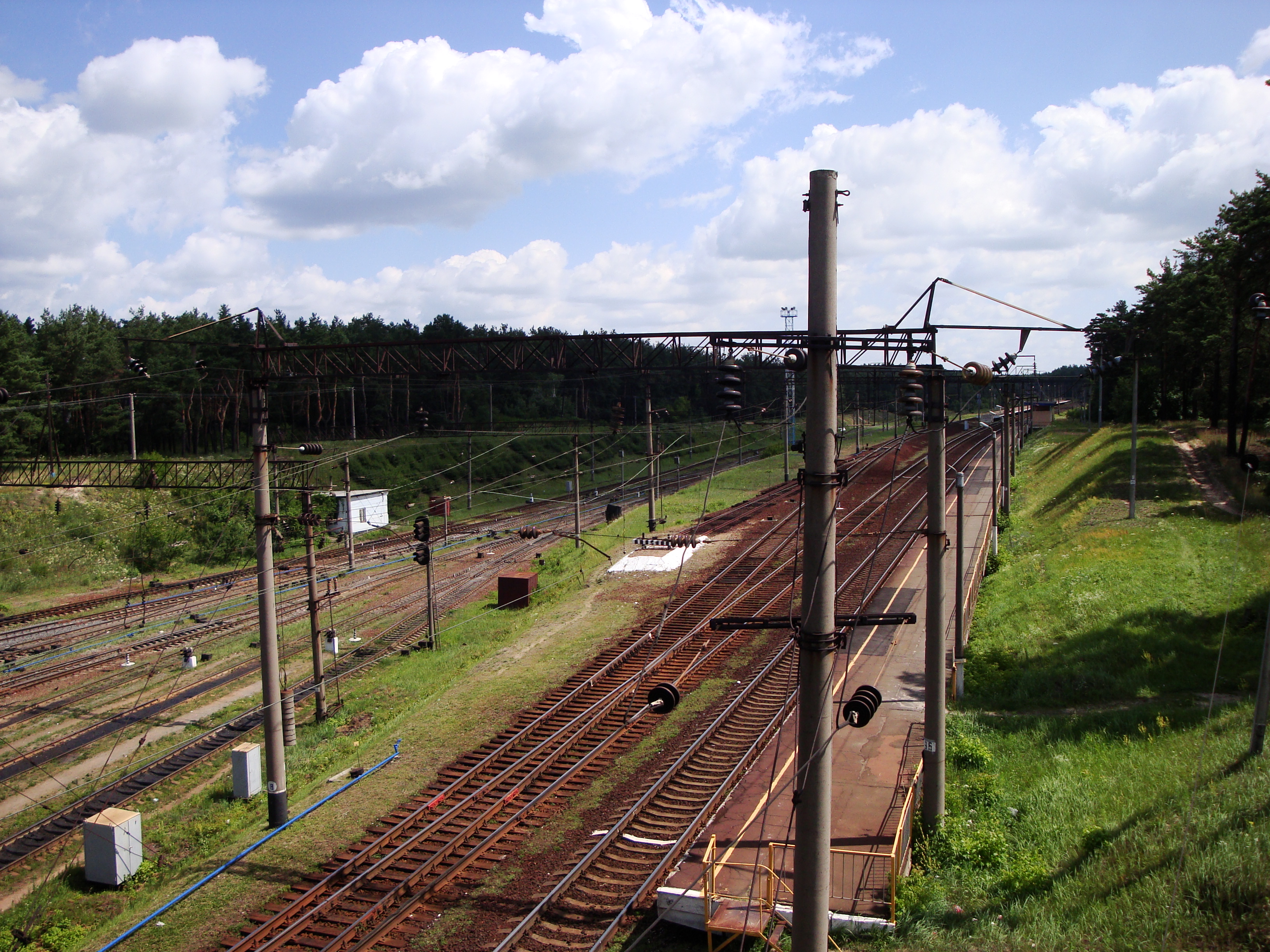
Зупинний пункт ДВРЗ

Історія селища Дарницького вагоноремонтного заводу починається на початку 1934 року, коли тут було споруджено перший барак-гуртожиток для будівельників заводу. Він існував під народною назвою «Бабкін барак», на честь бригадира теслярів Івана Тихоновича Бабкіна, який керував зведенням цього тимчасового гуртожитку. Після війни цього бараку вже не існувало.
Майже одночасно з першим будинком розпочалося будівництво житлових будинків вздовж шосе ДВРЗ — майбутньої вулиці Алматинської. Найдавнішими будинками селища є будинки по вулицях Алматинській, №№ 36, 36-А, 99, 103, 105, 111, 113, 115, Інженера Бородіна, №№ 7, 9, 10, 11, 12, Енергодарській №№ 3, 4, 5, 6, 8, 10, 12/14, Макаренка, №№ 4, 6.
Житлове будівництво здійснювалося в межах кошторису на промислове будівництво. Спочатку Цивільбудпроєкт розробив проєкт забудови селища ДВРЗ. Згідно з цим проєктом було розпочато забудову першого кварталу селища 2-поверховими житловими будинками. Першим був будинок за сучасною адресою вулиця Алматинська,105/2 — його завершили у грудні 1934 р. За тим же проєктом було збудовано і 2-поверхівки вздовж вулиці Енергодарської.
Проте цей проєкт одразу зазнав критики: «Цей проєкт трактував будівлі здрібнено, не враховуючи внутріквартального благоустрою. Зовсім не був продуманий силует вулиці, в результаті проєкт не створював ансамблю нового соціалістичного містечка. Надалі проєкт містечка було цілком перероблено, крім закладеної вже частин першого кварталу».
У 1935 р. за новим проєктом архітектора Бориса Пріцкера та інженера І. Гіммельфарба почали зводити селище для працівників Дарницького вагоноремонтного заводу. Автори проєкту визначали майбутнє населення селища у 20 тис. мешканців і 180 тис. квадратних метрів житлової площі.
Проєкт передбачав можливість влаштування на вулиці двох проїзних частин, трамвайну лінію, бульвар та, що найбільш цікаво, велодоріжки. Це перший проєкт влаштування велодоріжки у місті.
Окремо було виділено квартал для медичних установ з парком для хворих, ділянку для школи зі спортивним майданчиком та майстернями.
На червень 1935 року були здані в експлуатацію 6 двоповерхових будинків першого кварталу (вздовж сучасної вулиці Енергодарської), до кінця літа 1935 року було заселено 2 будинки монтажників готельного типу на 80 осіб кожний (вздовж сучасної вулиці Інженера Бородіна), а до кінця 1935 року було завершено будівництво 6 3-поверхових житлових будинків (вздовж сучасних вулиць Інженера Бородіна та Макаренка), збудовано клуб (відкрився 1 травня 1935 р.).
1936 року було збудовано школу та 3- і 4-поверхові житлові будинки вздовж Шосе ДВРЗ (тепер вулиця Алматинська). З'явився і дитячий садок-ясла.
1939 року у селищі ДВРЗ мешкало 3581 мешканців.
Фактично єдиною вулицею селища було Шосе ДВРЗ, незважаючи на те, що забудова простягалася далеко вглиб від шосе, селище не було розплановане на вулиці. Тому нумерація забудови була наскрізною і показувала порядок забудови.
Восени 1943 року, при відступі німецьких військ, усю забудову селища ДВРЗ було спалено. Згоріла школа, дитячий садок, житлові будинки, було зруйновано клуб.
По війні, у 2-й половині 1940-х — на початку 1950-х років більшість будівель селища ДВРЗ було відновлено (не відновлено було лише клуб та декілька житлових будинків).
Відбудова, як і було заведено тоді, здійснювалася здебільшого силами німецьких військовополонених. Більшість отримала довоєнний зовнішній вигляд, а будинки № 99 та 103 були в 1949—1951 рр. переоформлені для відповідності стилістичним вимогам сталінського ампіру. З'явились на вул. Алматинській і нові будинки. Триповерхові будинки № 91, 95 побудовані за серійним проєктом 1-302-2 авторства Анатолія Добровольського. Ще одним представником цієї серії є будинок на вул. Алматинській, 101, збудований за проєктом 1-302-3. Всі вони оздоблені декоруванням вхідних груп флористичним та геометричним орнаментом з елементами українського бароко.
З'явились двоповерхові будинки вул. Бородіна, 2, 4 та 6. Однією з домінант повоєнного ДВРЗ стає наріжний будинок 1955 року побудови на вул. Алматинській, 97/1, що складається з двох триповерхових будинків серії 1-302-2, об'єднаних наріжною 4-поверховою секцією, що увінчана декоративною баштою, декорованою з елементами українського бароко.
Серед будинків кінця 1940-х зустрічаються представники двоповерхової серії 1-201-13 авторства архітекторів Сергія Масліха та Ольги Яфи (архітектурно-проєктувальна майстерня Міннафтопрому СРСР під керівництвом Весніна). За цим проєктом збудовано два кутових будинки на Марганецькій, 8/12 та 14/11. Сусідній будинок на Марганецькій, 16/16 збудовано за серійним проєктом 1-225-110. Ще один будинок цього проєкту збудовано на Алматинській, 93. Автором проєкту 1-225-110 є Леонід Поляков, автор готелю «Ленінградська» у Москві, лауреат сталінської премії. Загалом такими будинками забудовано вулиці Інженера Бородіна, Макаренка, Марганецьку та Машиністівську.
Пізніше, у другій половині 1950-х, збудовано чотириповерховий будинок на вул. Алматинській, 107. В екстер'єрі будинку помітні архітектурні риси середини 1950-х: відсутність тинькування, силікатна цегла, бетонні карнизи та капітелі пілястр індустріального виробництва.
Тоді ж, наприкінці 1940-х — на початку 1950-х років селище було розплановане, ним було прокладено нові вулиці, напрям яких враховував забудову, що вже існувала (тож у випадку із селищем ДВРЗ ми маємо вкрай рідкісний у містобудівній практиці Києва приклад, коли забудова є давнішою за вулиці, до яких вона належить, причому давнішою на майже 2 десятиліття!).
Більшість нових вулиць було найменовано у 1953 та 1955 рр., доти це були Нові номері вулиці. Станом на червень 1951 р. селище ДВРЗ мало 45 відомчих будинків. Особливістю повоєнного періоду забудови селища ДВРЗ є поява великого масиву приватної забудови, обмеженого вулицями Сеноманською та її продовженням, Марганецькою, Літинською та Опришківською.
У 1950-х рр. було збудовано клуб, адміністративні будівлі Дарницького вагоноремонтного заводу та будівлю школи № 103.
У селищі ДВРЗ збереглися 23 довоєнні будівлі — з них 21 житловий будинок та 2 громадські будівлі (школа та дитячий садок). Більшість будівель розташовані вздовж вулиці Алматинської та у кварталах, обмежених вулицями Енергодарською, Інженера Бородіна, Макаренка та Алматинською. Декілька будинків розташовані у південній частині селища, на стику вулиць Алматинської та Машиністівської.

## Економіка

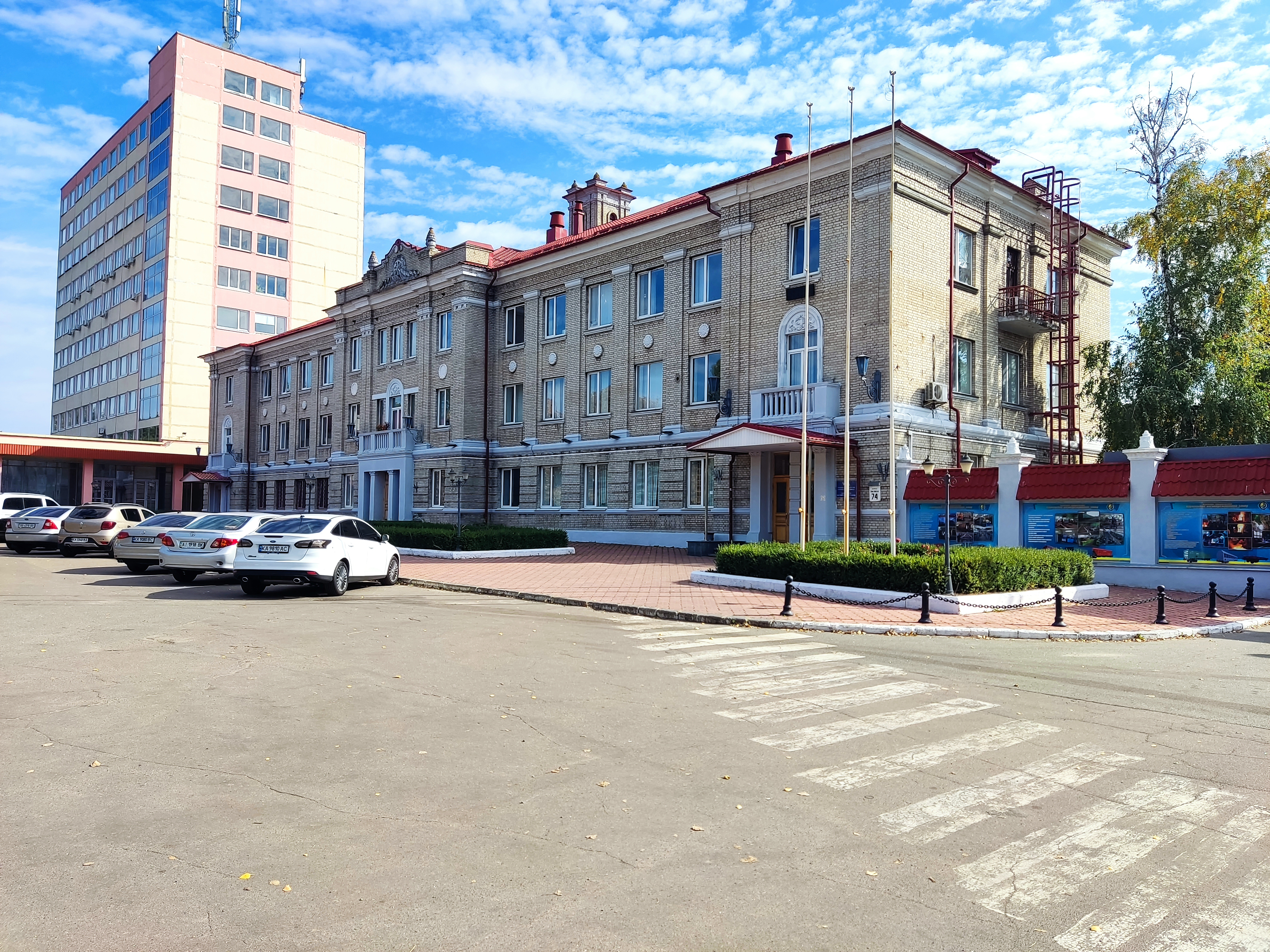
Дарницький вагоноремонтний завод

З 1930-х років районоутворюючим підприємством став Дарницький вагоноремонтний завод. Наразі це найбільше українське підприємство з ремонту вантажного залізничного рухомого складу, на якому працює близько 1700 співробітників. Завод перебуває у державній власності.
По вулиці Олекси Довбуша розміщується Український державний центр транспортного сервісу «Ліски», який виконує керування всіма вантажними контейнерами Укрзалізниці. Відвантаження контейнерів відбувається на станції Київ-Ліски, що розташована поруч. Також по вулиці Олекси Довбуша розташовані Інженерно-будівельна компанія «Малахіт», логістична компанія M&S, інші транспортні та промислові установи.
У мікрорайоні працює низка продуктових магазинів, перукарень, кафе. Функціонує поштове відділення, заклади побутового обслуговування. Відкрито відділення Ощадбанку та Експрес-Банку.

## Транспорт

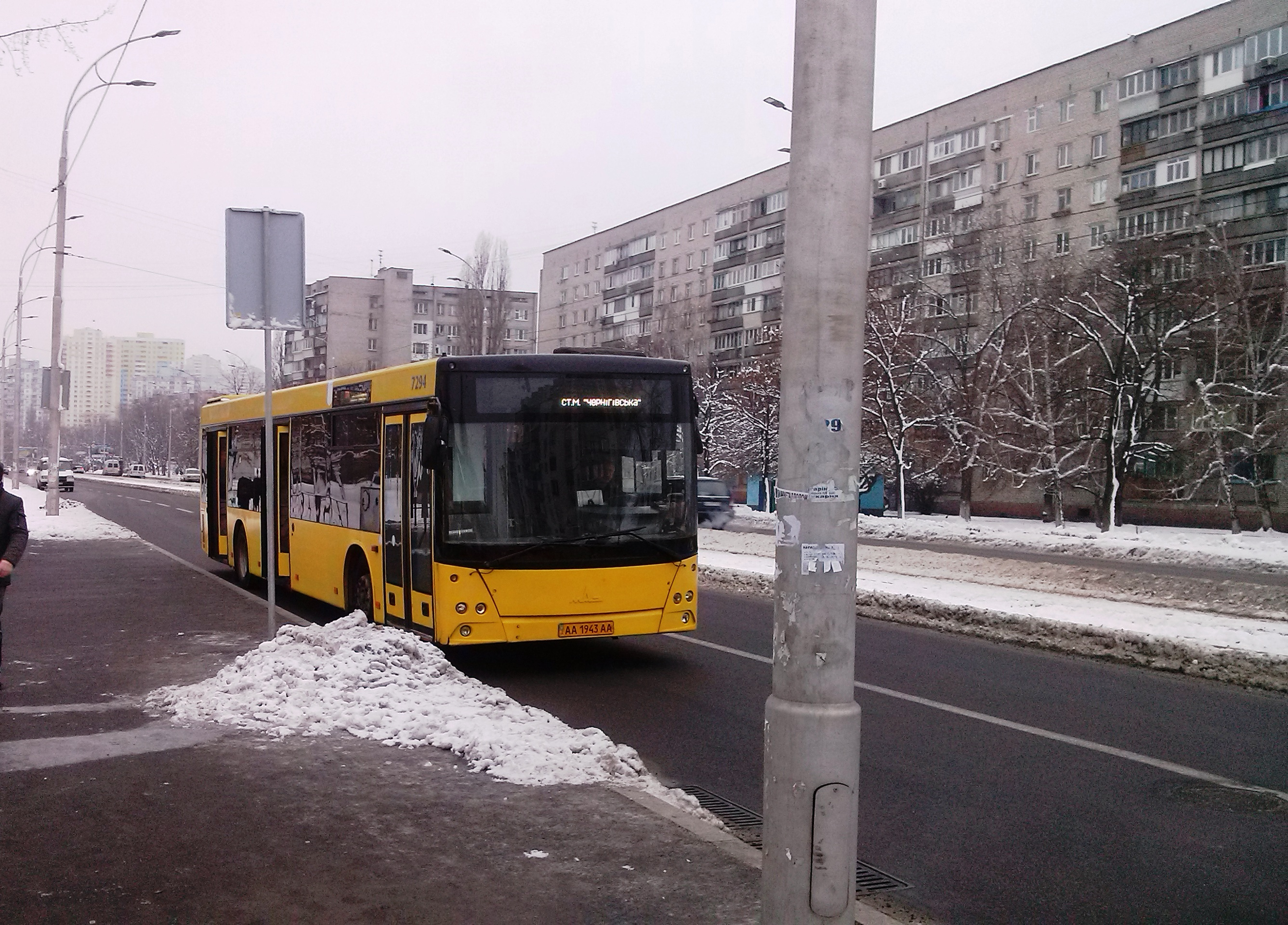
Автобус на вулиці Алматинській

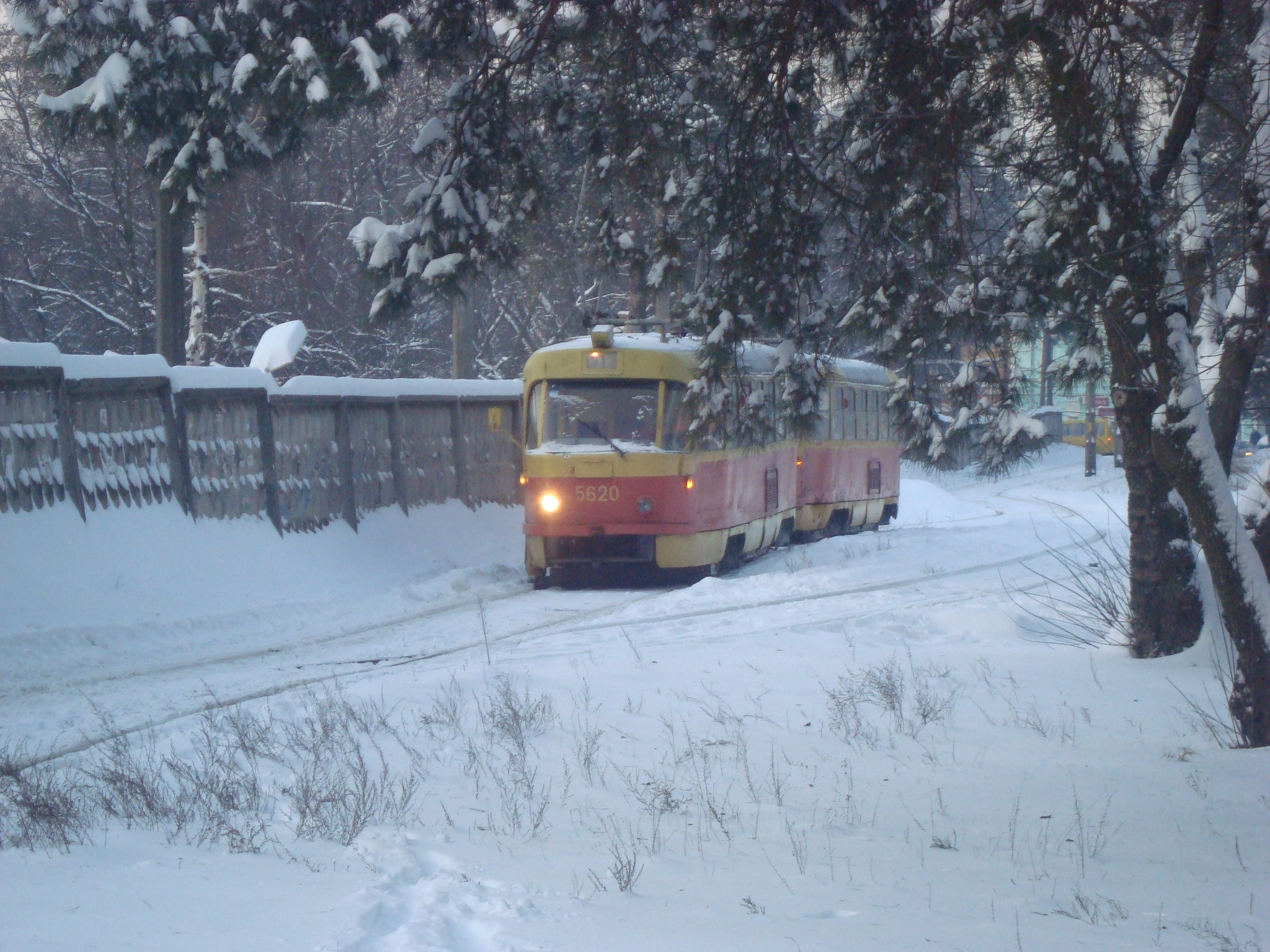
Трамвай на кінцевій зупинці ДВРЗ

Трамвайну лінію до ДВРЗ урочисто відкрили 1 травня 1936 року: одноколійна лінія з двома роз'їздами забезпечувала сполучення з сусідньою Старою Дарницею, звідки можна було іншим трамваєм або приміським електропоїздом дістатися Києва. В часи війни трамвайне господарство занепало, а колії розтягли на брухт у перші повоєнні роки. До кінця 1950-х років ДВРЗ сполучалося з містом автобусом. Восени 1959 року, після побудови Дарницького трамвайного депо, на ДВРЗ було проведено трамвайну колію, яка сполучила його із Дарницькою площею. Згодом із ДВРЗ вагони прямували в напрямку Воскресенки та Контрактової площі.
Наразі трамвайні маршрути № 23 (ДВРЗ — просп. Алішера Навої), № 32 (ДВРЗ — ст. метро «Лісова») та № 33 (ДВРЗ — вул. Сержа Лифаря) перевозять пасажирів до найближчих станцій метро — Чернігівської та Лісової, а також на Воскресенку та Троєщину. Курсують також маршрутні таксі: № 211 (до Автовокзалу через станцію метро «Дружби народів») та № 555 до вул. Миколи Кибальчича (аналогічно трамваю № 33).

## Соціальна сфера

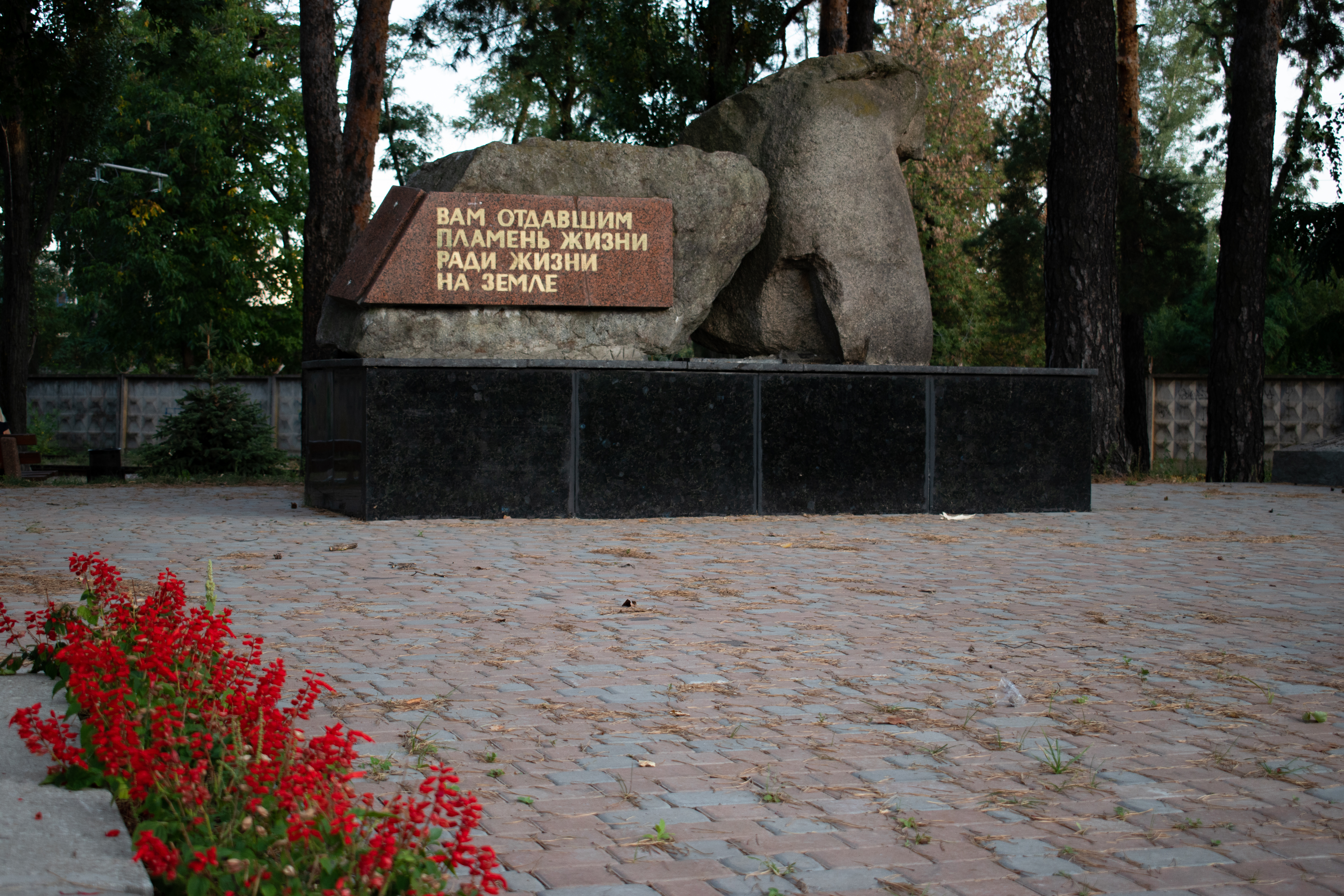
Пам'ятний знак на честь робітників Дарницького вагоноремонтного заводу, які загинули у роки Другої світової війни

На ДВРЗ функціонує Київський професійний ліцей транспорту (раніше — ПТУ № 9, засноване 1947 року), дві середні школи (№ 11 та 103), декілька дитячих садків. Медичним забезпеченням займаються Київська міська клінічна лікарня № 11, дитяча та доросла поліклініки.
На місцевому стадіоні «Дніпровець», збудованому 1953 року і розрахованому на 500 місць, проводяться футбольні матчі аматорських команд міста, при спортивному комплексі функціонує дитячо-юнацька спортивна школа (ДЮСШ-21).

## Географія

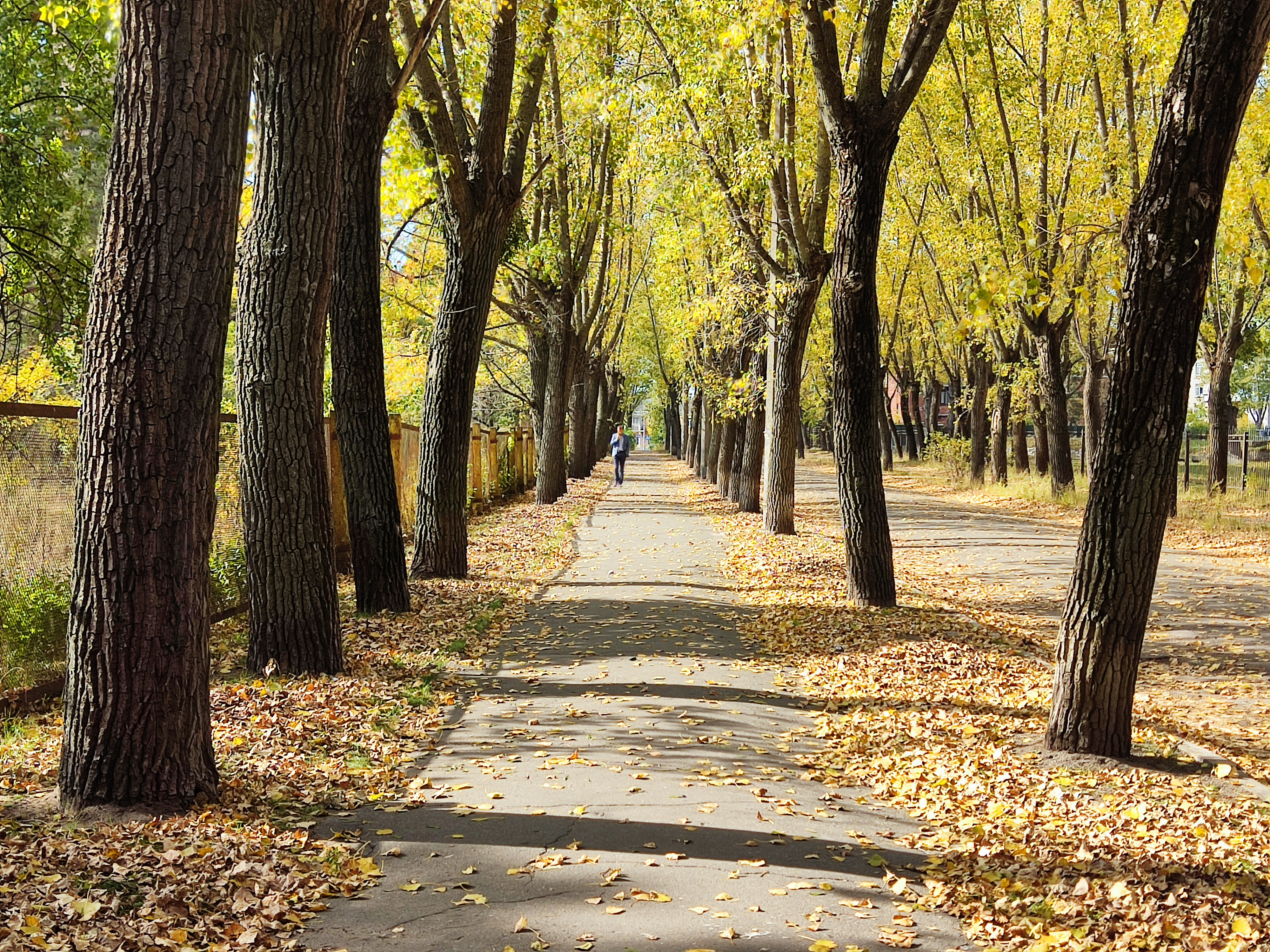
Насадження дерев на ДВРЗ

## Культура
Головний осередок культурного життя ДВРЗ — Центр культури та мистецтв Дніпровського району — колишній Будинок культури ДВРЗ, урочисто відкритий у березні 1954 року. Тут функціонують різноманітні гуртки, театр української традиції «Дзеркало», бібліотека № 158. Остання організована в 1935 році профспілкою Дарницького вагоноремонтного заводу, з 1954 року працює в Будинку культури ДВРЗ; книжковий фонд — 35 тис. примірників.
У мікрорайоні встановлено два монументи. Пам'ятник робітникам ДВРЗ, які загинули в роки Німецько-радянської війни виконано у вигляді двох каменів з написом «Вам, отдавшим пламень жизни ради жизни на земле»; біля каменів височить стела, під якою щороку 9 травня палає «вічний вогонь».
На площі перед вагоноремонтним заводом знаходився пам'ятник Леніну, встановлений 1959 року. Висота з п'єдесталом 6 м, статуя заввишки 3 м. Це був єдиний у Києві монумент Леніну з призначених під знос, який стояв на відкритій для огляду території — інші знаходяться переважно на території промзон. Пам'ятник Леніну, який знаходився на площі перед вагоноремонтним заводом, було демонтовано 25.02.2014 року в процесі так званого «ленінопаду» — масового демонтажу пам'ятників тоталітарного минулого, що почався в процесі подій Євромайдану, і перевезено на територію заводу.
1997 року в переобладнаному приміщенні добудови до житлового будинку по вулиці Марганецькій було відкрито православний храм великомученика Пантелеймона Московського патріархату. Неподалік у парку побудована Православна церква.

## У кіно
Головні події телесеріалу «Дільничний з ДВРЗ» відбуваються саме у цій місцевості.

## Зображення

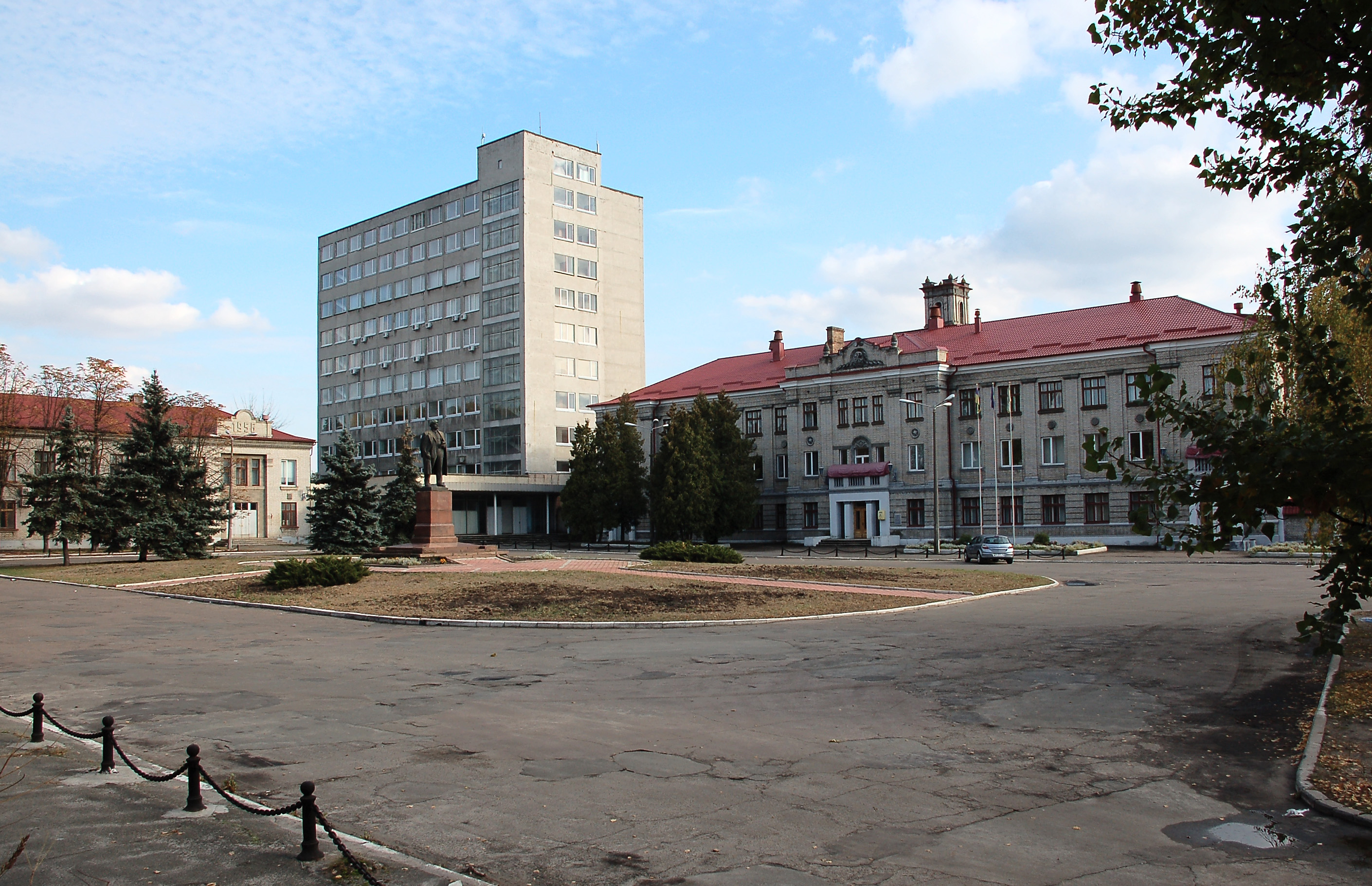
Площа перед вагоноремонтним заводом
Центр культури і мистецтв Дніпровського району
Будівництво церкви на вул. Алматинській
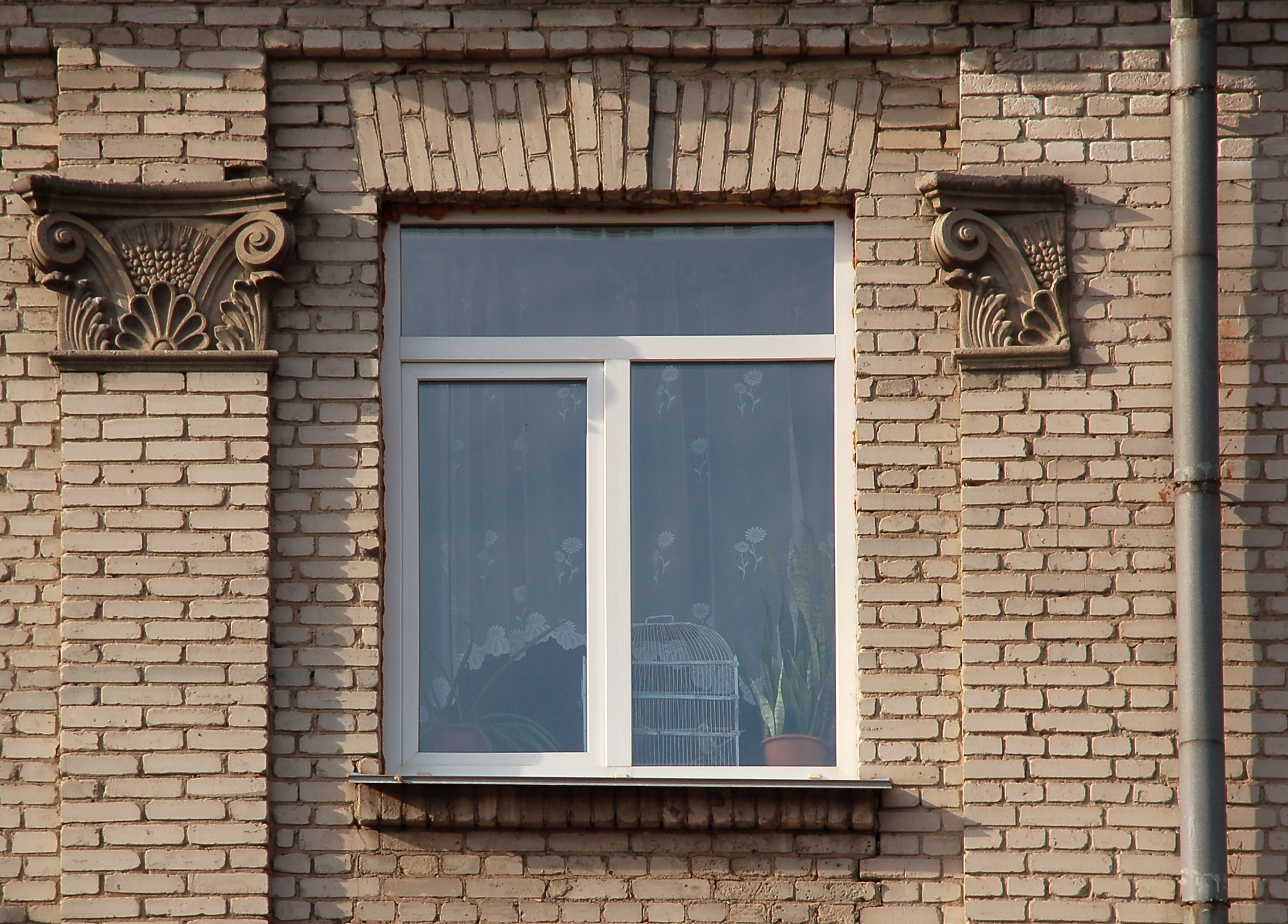
Ліпне оздоблення будинку на вул. Алматинській
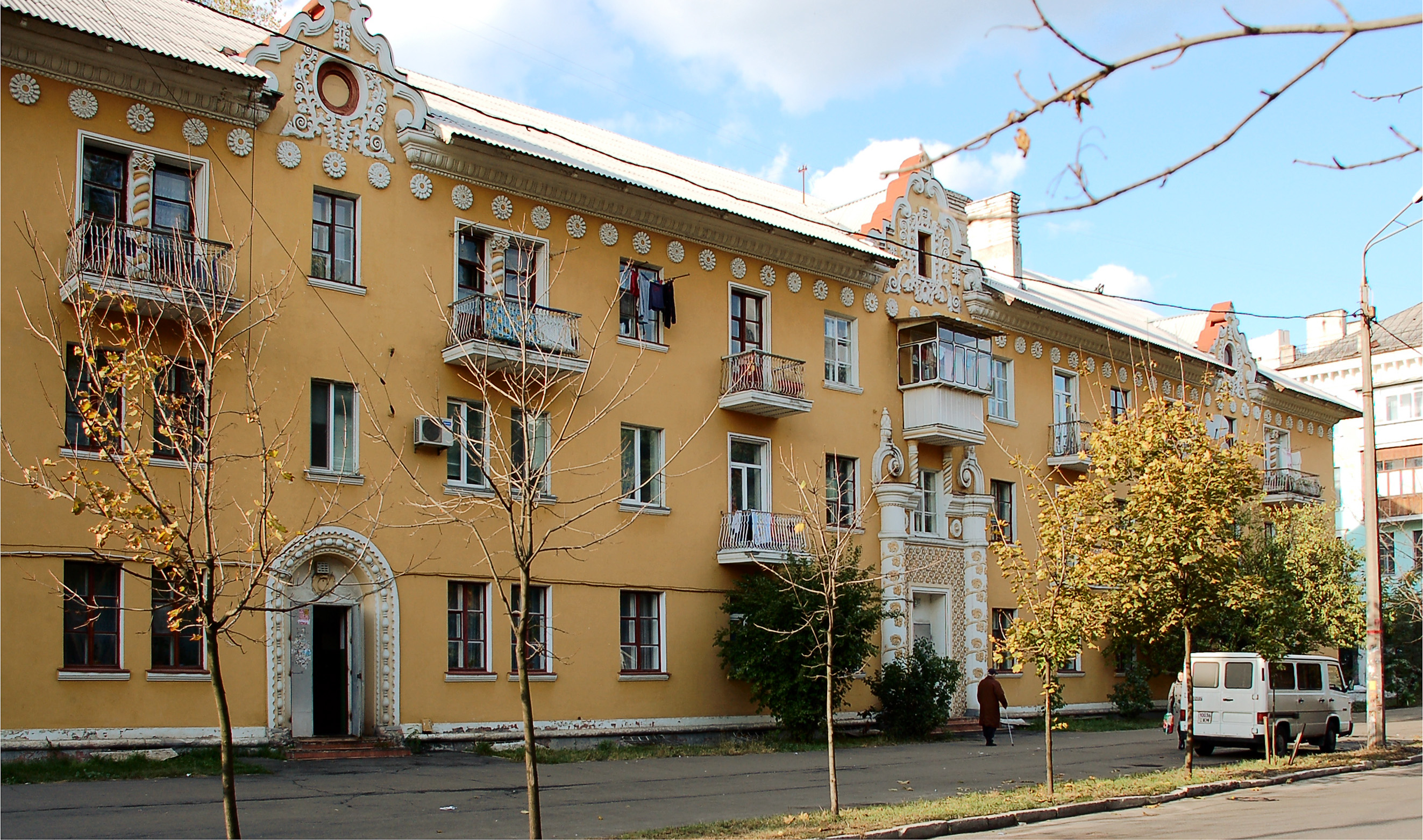
Будинок на вул. Алматинській
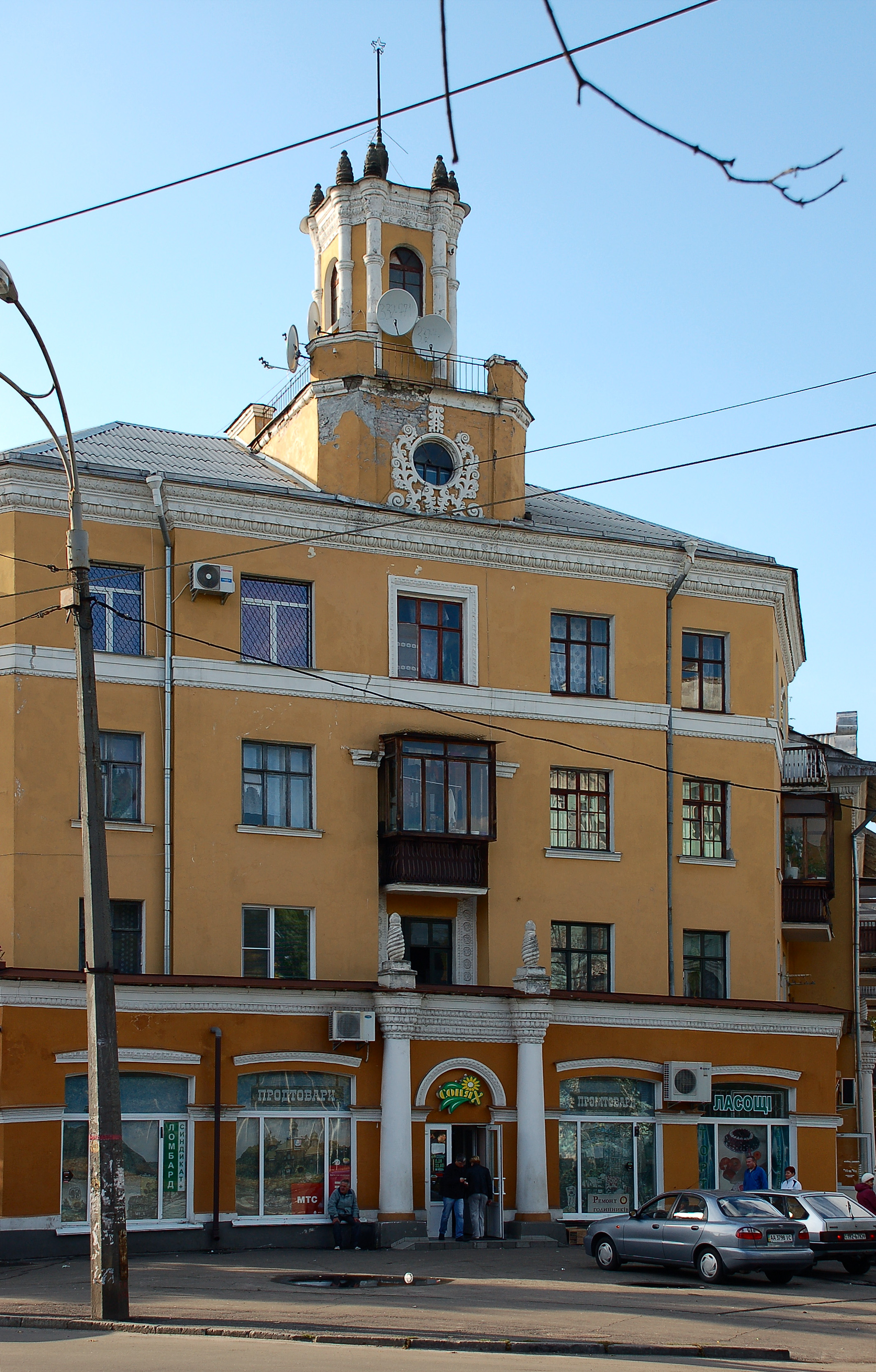
Будинок на розі вулиць Алматинської та Макаренка
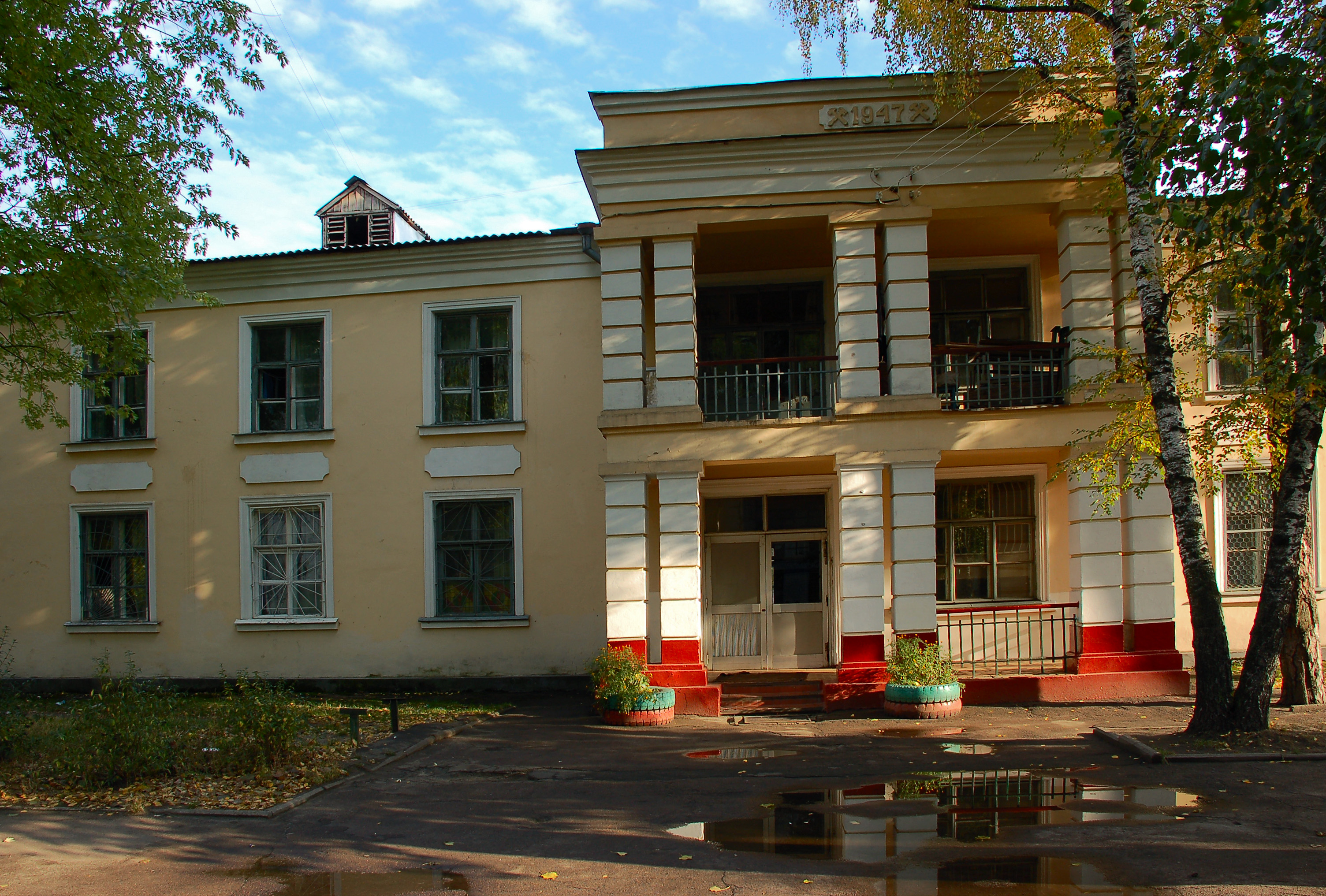
Будинок на вул. Інженера Бородіна
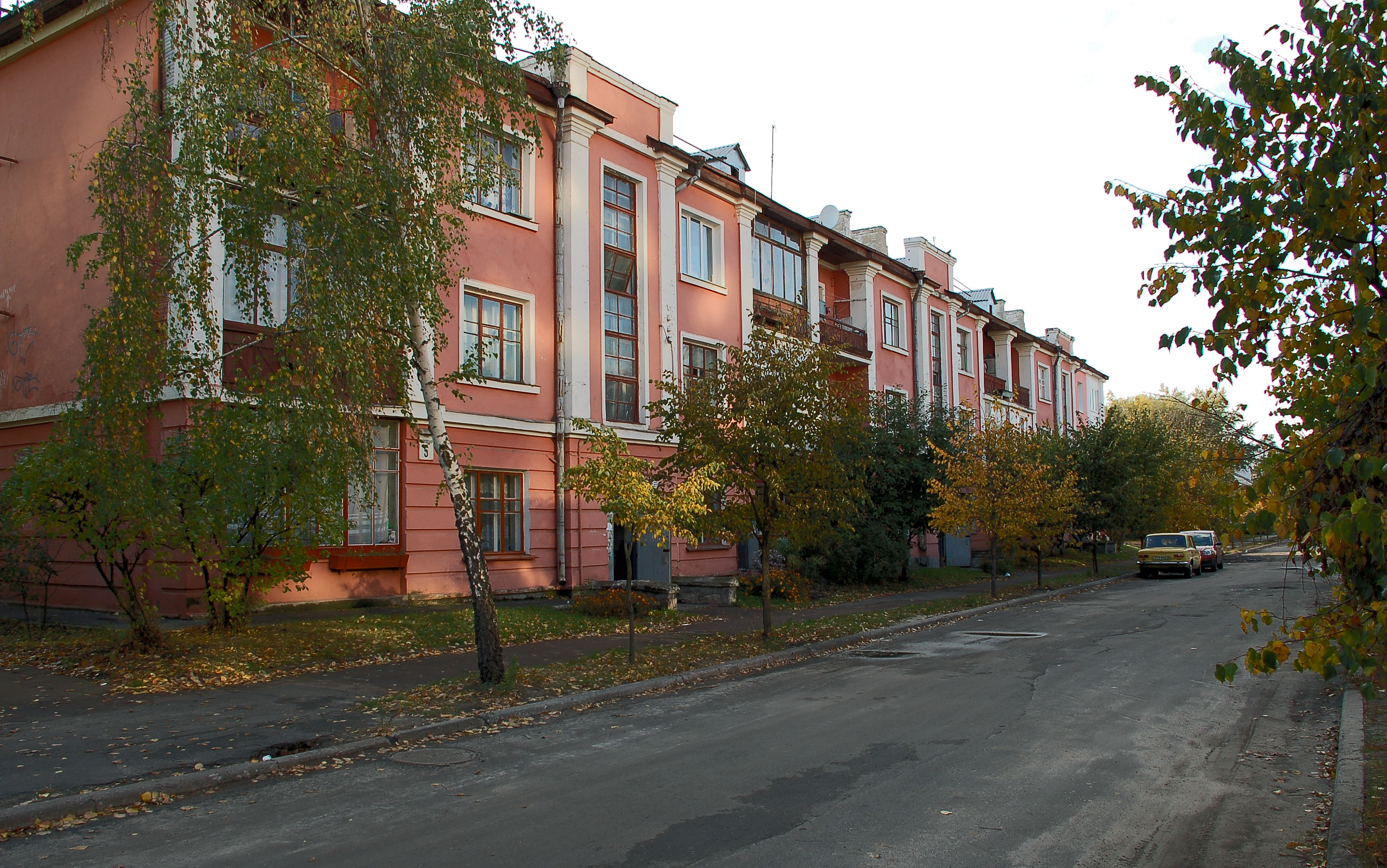
Будинок на вул. Енергодарській
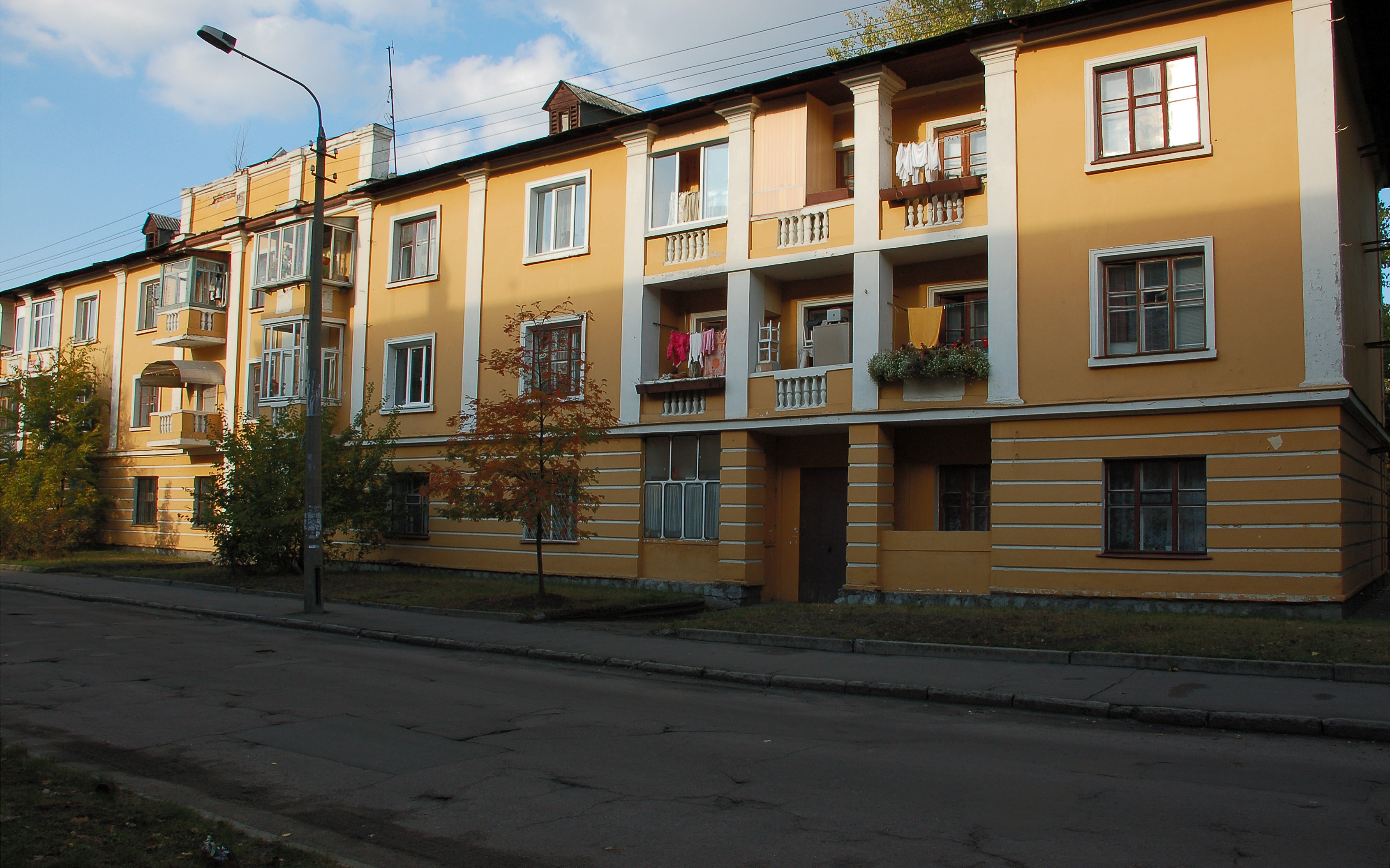
Будинок на вул. Енергодарській
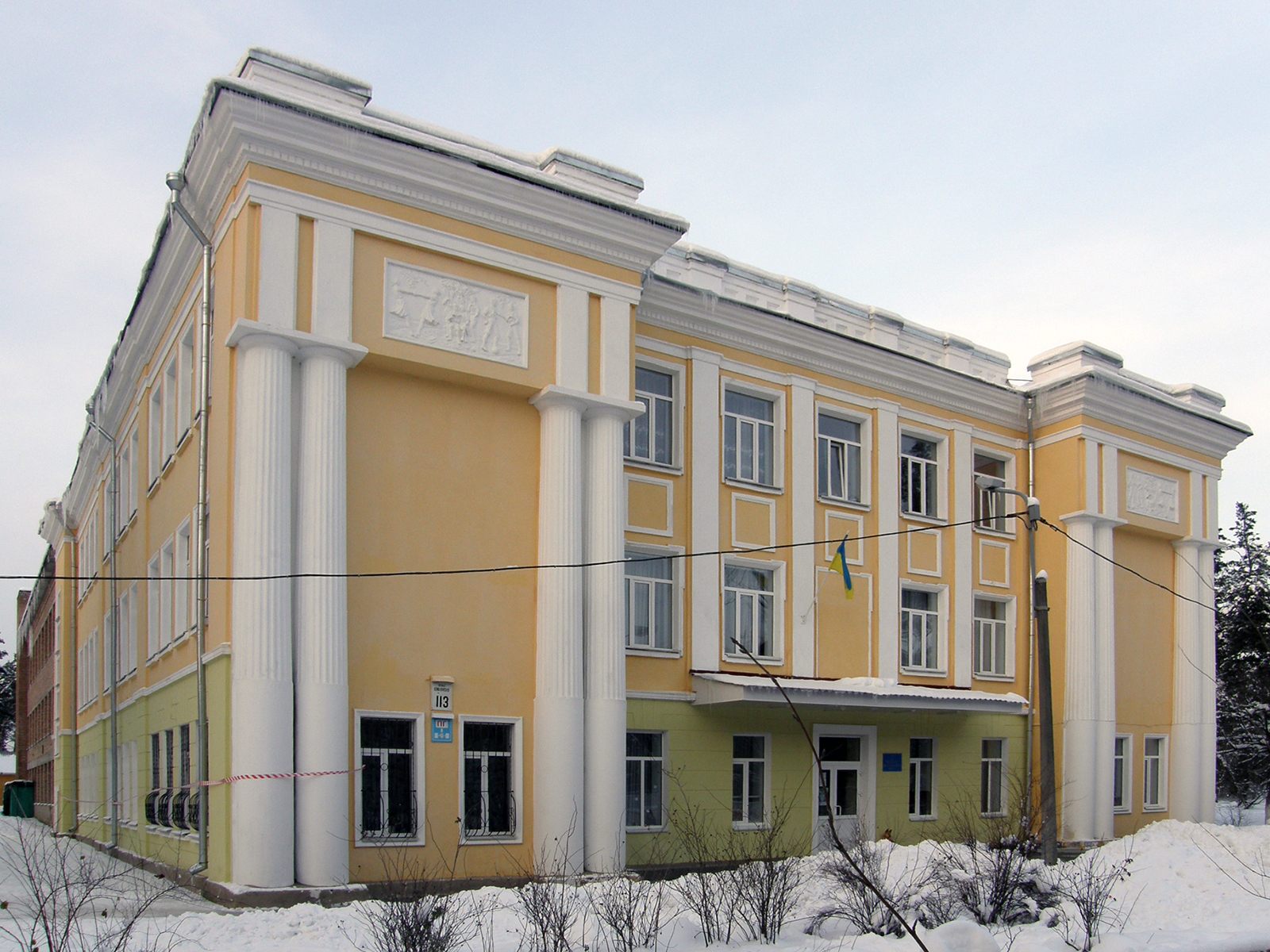
Школа № 11, 1950 р., типовий проєкт